# Fine Line
Fine Line je v pořadí druhé studiové album anglického zpěváka a držitele ceny Grammy Harryho Stylese. Vydáno bylo 13. prosince 2019 hudebním vydavatelstvím Columbia Records a obsahuje 12 písní, celková délka je 46:37. Album debutovalo na prvním místě amerického žebříčku Billboard a na třetím místě ve Velké Británii. Stalo se jedním z nejpřehrávanějším alb roku 2020 a získalo nominaci na Grammy v kategorii Best Pop Vocal Album. Dále byl nominován také videoklip k písni „Adore you“ v kategorii Best Music Video a píseň „Watermelon Sugar“ v kategorii Best Pop Solo Performance. Právě poslední zmíněnou nominaci Styles proměnil ve výhru a odnesl si domů svoji první cenu Grammy.
Album mělo být podpořeno světovým turné Love On Tour, které však muselo být odloženo kvůli pandemii covidu-19. Evropská část turné zahrnuje i zastávku v pražské O2 aréně.
Z alba bylo vydáno 6 singlů včetně videoklipů. Videoklip k písni „Watermelon Sugar“ se stal v Česku nejpřehrávanějším videem roku 2020.

## Vydané singly
Jako první singl z tohoto alba byla 11. října 2019 vydána píseň „Lights up“. 6. prosince 2019 vyšla píseň „Adore you“, jako třetí singl byla uvedena píseň „Falling“ 28. února 2020. V květnu 2020 vyšel velmi letně laděný videoklip k písni „Watermelon Sugar“, který zaručil velký úspěch této písně včetně prvního místa v žebříčku Billboard Hot 100 a ceny Grammy. 26. října 2020 v pořadí jako 5. singl vyšla píseň „Golden“ a 1. ledna 2021 vyšel poslední singl „Treat People With Kindness“.

## Seznam písní
1. Golden
2. Watermelon Sugar
3. Adore You
4. Lights Up
5. Cherry
6. Falling
7. To Be So Lonely
8. She
9. Sunflower, Vol. 6
10. Canyon Moon
11. Treat People with Kindness
12. Fine Line